# Дутов, Борис Павлович
Борис Павлович Дутов (1925—1997) — советский и российский исследователь прикладных аспектов гражданской обороны, участник Великой Отечественной войны, генерал-лейтенант (26.04.1984), доктор технических наук, профессор (1978). Автор и руководитель ряда научных работ по проблемам устойчивого функционирования народного хозяйства в условиях чрезвычайных ситуаций и в военное время.

## Биография
- март 1943: поступил на военную службу
- 1943: окончил Могилёвское военное пехотное училище
- 1945: окончил курсы младших лейтенантов при 1-м Белорусском фронте
- 1953: окончил аэродромно-строительный факультет Ленинградской военно-воздушной инженерной академии, приступает к научной работе в Ленинградском ВВИА, проходит путь научного сотрудника, старшего научного сотрудника научно-исследовательской лаборатории факультета аэродромного строительства
- 1958: становится заместителем начальника кафедры аэродромных сооружений и старшим преподавателем
- 1959: становится старшим преподавателем и заместителем начальника кафедры сооружений аэродромов и ракетных баз
- 1961: заместитель начальника факультета по учебной работе, начальник учебной части факультета
- 1964: начальник кафедры № 401
- 1973: начальник факультета ВИА им. А. Ф. Можайского
- ноябрь 1977 года: начальник ВНИИ ГО
- 1986: начальник штаба Научного центра МО СССР по ликвидации последствий аварии на Чернобыльской АЭС. В воспоминаниях участников ликвидации аварии о поведении и деятельности Дутова в зоне ликвидации аварии рассказывается с большим уважением.[1]
- 1988: уволен с воинской службы в запас
- 1988—1996: работал во ВНИИ ГОЧС
- 1996—1997: работал в ФКУ «Центр стратегических исследований гражданской защиты МЧС России»